# JTS

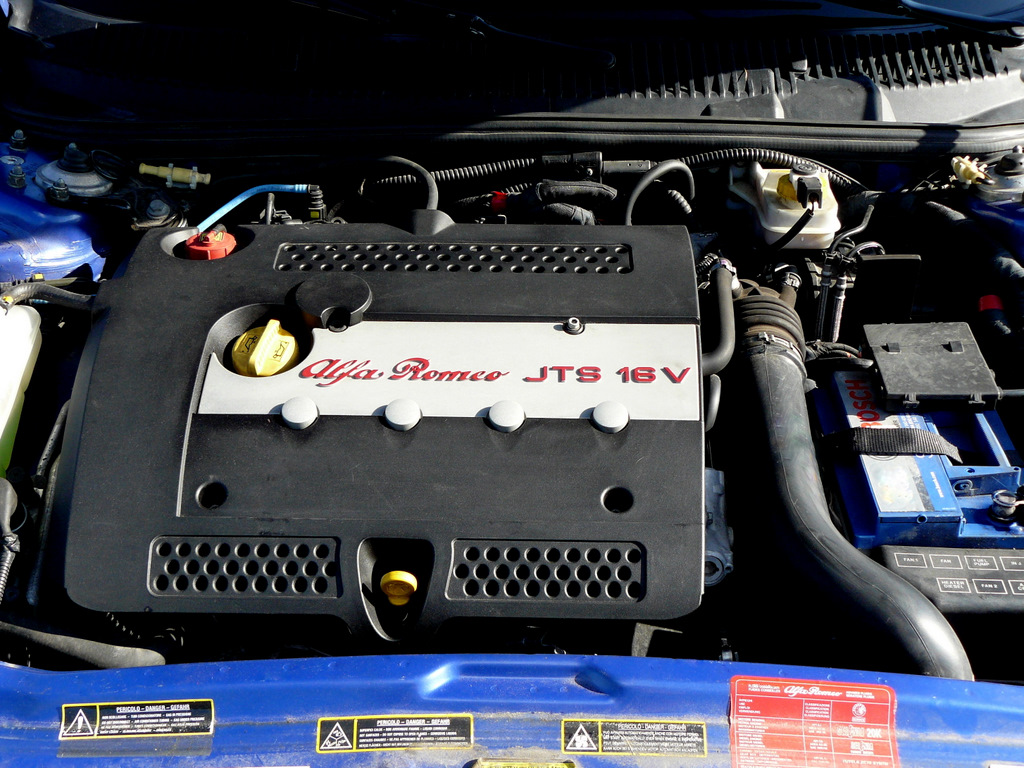
2.0 JTS engine

JTS (ang. Jet Thrust Stoichometric) – rodzina benzynowych silników z bezpośrednim wtryskiem paliwa z wykorzystaniem ubogiej mieszanki w częściowym zakresie obrotów. 
Firma Alfa Romeo przedstawiła JTS w roku 2002 w nowym 2,0-litrowym silniku benzynowy z bezpośrednim wtryskiem. Dysponuje on większą mocą i wyższym momentem obrotowym i jeszcze dodatkowo zużywa o 10 procent mniej paliwa. Zużycie paliwa zmniejsza się o przyjęcie warstwy ładowania systemu spalania ubogiej mieszanki z prędkością do 1500 obrotów na minutę. Powyżej tego progu, silnik wykorzystuje całą moc w celu zwiększenia wydajności. W roku 2005 JTS zastosowano w silniku V6. Silniki JTS montowane były m.in. w samochodach Alfa Romeo 156, Alfa Romeo 159, Alfa Romeo GT, Alfa Romeo Brera, Alfa Romeo Spider.